# Urs Vescoli
Pour l’article homonyme, voir Toni Vescoli.
Urs Vescoli est un skeletoneur suisse actif entre les années 1980 et les années 1990.

## Palmarès

### Championnats d'Europe de skeleton
- Médaille de bronze : en 1985

### Coupe du monde
- Meilleur classement au général : 2e en 1990
- 2 podiums : 1 victoire et 1 troisième place.

#### Détails des victoires en Coupe du monde
| Édition   | Piste   | Total |
| 1989-1990 | Calgary | 1     |